# Wieprska
Wieprska, Hala Wieprzska – polana w masywie Romanki w Beskidzie Żywiecko-Orawskim. Znajduje się na jej południowo-zachodnich stokach, na wysokości około 1000 – 1150 m i należy do miejscowości Żabnica. Z hali wypływa dopływ potoku Żabniczanka. Jest to dawna hala pasterska. Nie jest już wypasana – z powodu nieopłacalności ekonomicznej pasterstwo w Karpatach, szczególnie na wyżej położonych polanach i halach w latach 80. XX wieku załamało się. Pozostawione swojemu losowi hale stopniowo zarastają lasem.
Halę Wieprska znajduje się w granicach wsi Żabnica w województwie śląskim, w powiecie żywieckim, w gminie Węgierska Górka. Prowadzi przez nią znakowany szlak turystyczny (Główny Szlak Beskidzki).

## Szlaki turystyczne
Żabnica – Abrahamów – Suchy Groń – Hala Wieprzska – przełęcz Pawlusia – hala Rysianka.